# 呉新田
呉 新田（ご しんでん）は中華民国の軍人。北京政府、安徽派に属した。字は豈蓀。

## 事績
保定陸軍速成学堂を卒業した後に、北洋第6鎮に任官する。1913年（民国2年）、陸軍第6師第3混成旅で団長に任命された。1914年（民国3年）、張敬尭率いる陸軍第7師歩兵第14旅旅長に昇進する。1918年（民国7年）11月、湖南省で岳陽鎮守使を兼任する。1920年（民国9年）、張敬尭の後任として第7師師長に昇進した。
1921年（民国10年）、第7師を率いて陝西省入りし、同年12月に陝南鎮守使を兼任した。1922年（民国11年）、藩威将軍の位を授かる。1923年（民国12年）3月、陸軍上将銜の位を授かる。
1925年（民国14年）5月、執政段祺瑞から陝西督弁に任命されたが、隷下の兵士が中学のサッカー部員とトラブルを引き起こし、民衆の間に辞任デモが巻き起こった。同年7月、馮玉祥配下の孫岳率いる国民第3軍はそれに乗じて陝西省への軍事侵攻を開始。8月、抵抗しえなかった呉は下野し、督弁の地位は孫岳に移った。翌1926年（民国16年）には陝西省から完全に駆逐され、天津に逃げ込む。
その後、国民政府により1928年（民国17年）11月に河南省政府委員に任命され、翌年までその地位にあった。これを最後に政治・軍事からは引退、天津で寓居する。親日政権から再任用を打診されても応じなかった。
1945年（民国34年）2月16日、天津で脳溢血により病没。享年60（満58歳）。

## 注
1. ↑  張（2013）による。徐（2007）、638頁によれば、1888年（清光緒14年）
2. 1 2  張（2013）。
3. ↑  張（2013）によると、呉新田が台湾へ逃れたという説もあるとされるが、張は誤りと見なしている。